# Möllerkraftwerk Schwitten

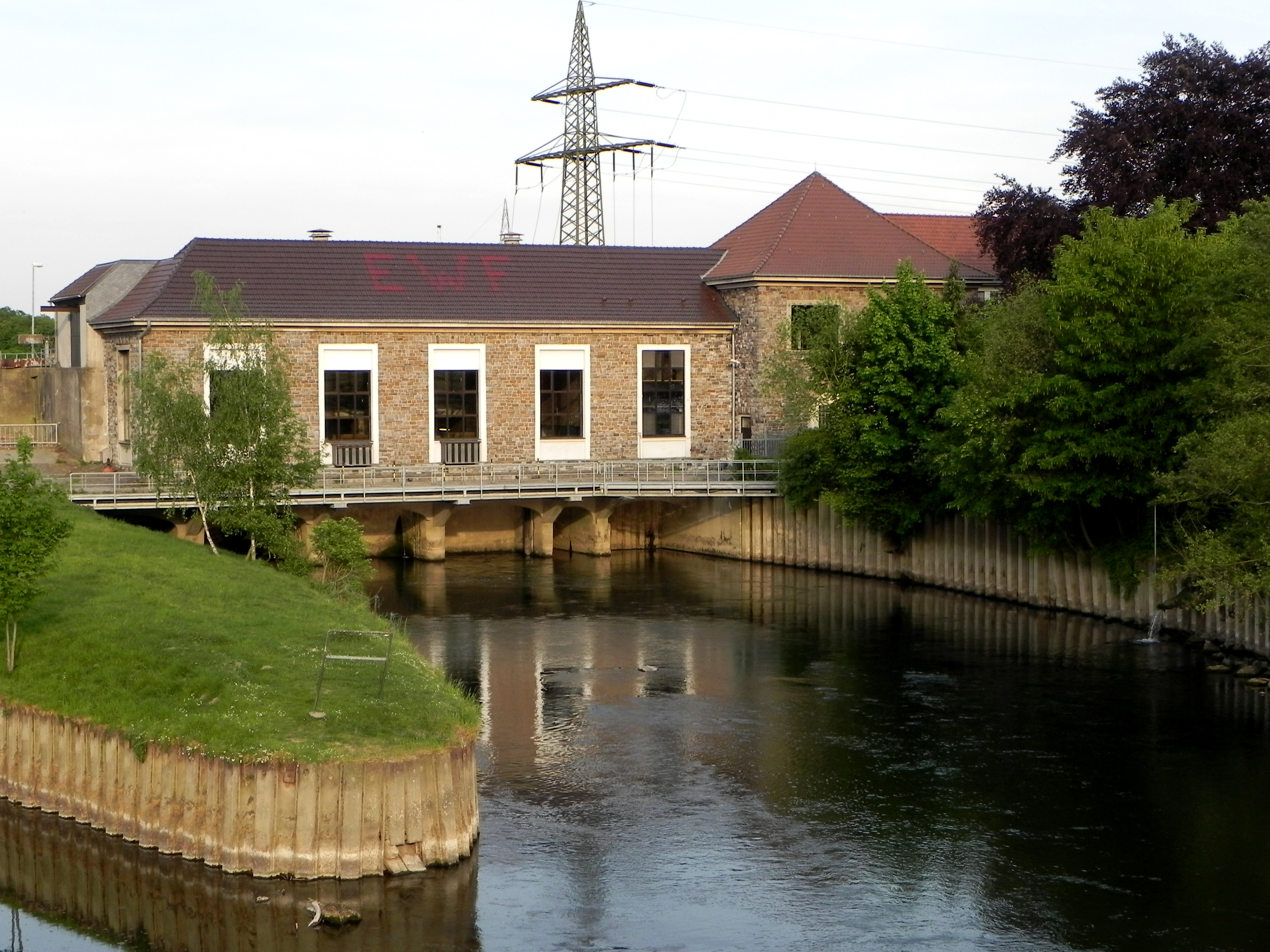
Möllerkraftwerk Schwitten (2011)

Das Möllerkraftwerk Schwitten ist ein Wasserkraftwerk der Stadtwerke Fröndenberg Wickede. Es befindet sich an der Ruhr am südlichen Ortseingang von Fröndenberg/Ruhr. Genauer befindet sich das Gelände südlich der Ruhr, das seinerzeit zur Gemeinde Schwitten (was auch im Namen zum Ausdruck kommt) gehörte, die seit der kommunalen Gebietsreform (1974) zur Stadt Menden (Sauerland) gehört.
Das Kraftwerk ist nach seinem Erbauer Direktor Ernst Möller benannt. Es wurde 1923 eröffnet. In Betrieb sind 2 Kaplan-Rohrturbinen
und 1 Francis-Zwillingsturbine. 2020 produzierte es 7.179.807 kWh Strom. Die Fallhöhe des Wassers beträgt normal 7,50 m.